# Gianni di Calais

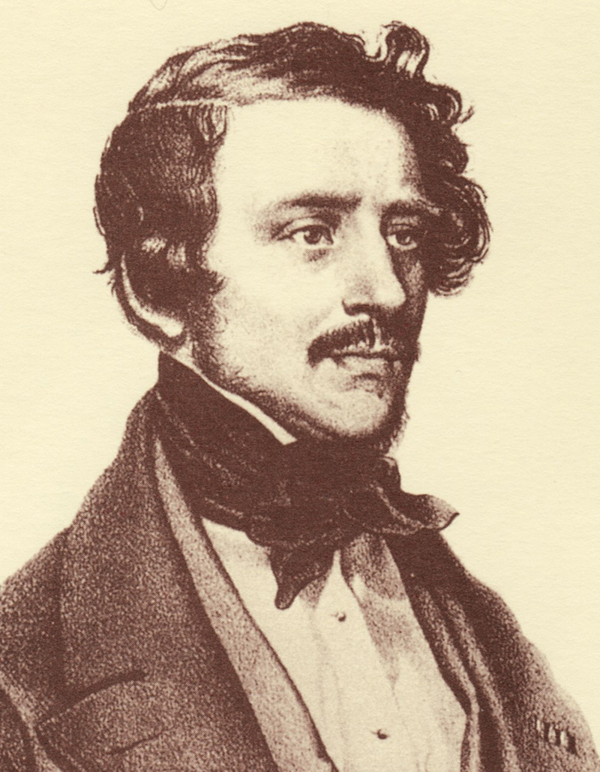
Gaetano Donizetti.

Gianni di Calais är en melodramma semiserio eller opera i tre akter med musik av Gaetano Donizetti (1828) och  libretto av Domenico Gilardoni, efter Jean de Paris av Louis-Charles Caigniez.
Operan hade premiär den 2 augusti 1828 på Teatro del Fondo i Neapel.

## Personer
| Roller                                   | Stämma    | Premiärbesättning 2 augusti 1828 |
| ---------------------------------------- | --------- | -------------------------------- |
| Metilde, Giannis hustru                  | sopran    | Adelaide Comelli Rubini          |
| Gianni da Calais, skeppsägare            | tenor     | Giovanni Battista Rubini         |
| Rustano, ledare för Giannis sjömän       | baryton   | Antonio Tamburini                |
| Kungen, Metildes fader                   | bas       | Michele Benedetti                |
| Arrigo, hertiginnans page                | kontraalt | Edvige Ricci                     |
| Rogiero                                  | tenor     | Filippo Tati                     |
| Guido                                    | bas       | Giovanni Pace                    |
| Corrado, Rogieros vän                    | tenor     | Gaetano Chizzola                 |
| En tjänsteman                            | tenor     | Capranica                        |
| Adelina, hertiginna och Metildes väninna | sopran    |                                  |
| Ermanno, Giannis unge son                | stum roll |                                  |
| Sjömän, brudtärnor, folk                 |           |                                  |

## Handling
Tid: "Det förgångna"
Plats: Portugal
Hertiginnan Adelina möter en maskerad kvinna med ett barn på stranden en natt. Främlingen visar sig vara hennes väninna, prinsessan Matilde, kungens dotter, som flyr för att undvika ett äktenskap med Rogiero. Under flykten har hon hamnat i händerna på pirater, men har räddats av skeppsägaren Gianni di Calais, som senare blev hennes make. Ingen vet att hon är dotter till kungen förutom Giannis trofaste vän Rustano. Gianni anländer med bilderna av sin hustru och son på seglen. Han har tillkallats till hovet för att söka efter kungens dotter. Gianni inser då vem hans hustru egentligen är. Matilde uppenbarar sig. Då den rasande Rogiero ser henne planerar han sin hämnd genom att kidnappa Giannis och Matildens son, men pojken räddas av Rustano. Kungen straffar Rogiero och Gianni accepteras som Matildes make.